# 阿肯色貿易站 (阿肯色州)
阿肯色贸易站（英語：Arkansas Post）是位於美國阿肯色州阿肯色縣的一個非建制地區。該地的面積和人口皆未知。此地位於阿肯色河北側，169号阿肯色州州道其中一段的一個端點即位於此地。

## 歷史
1686年，法國探險家亨利·德·唐提隨著勒內-羅貝爾·卡弗利耶·德·拉薩勒的探險隊探索密西西比河，他在此地設立了一座名為阿肯色貿易站的皮草貿易站，以與當地的夸保人等北美原住民進行貿易，為歐洲人在阿肯色州的第一個據點，貿易站先後被法國人與西班牙人掌控，是當地重要的貿易中心，戰略地位重要，1819年阿肯色領地建立時，即以此地為首府，直到1821年將首府遷至小岩城。南北戰爭中，此處是交戰雙方爭奪的據點之。阿肯色貿易站已被指定為美國國家歷史名勝與美國國家紀念公園。
1836年，此地曾成為一個建制的城鎮。

## 地理
阿肯色贸易站的座標為34°01′28″N 91°20′37″W / 34.02444°N 91.34361°W，而該地的平均海拔高度為54米（即177英尺）。